# Euparatettix cultratus
Euparatettix cultratus är en insektsart som först beskrevs av Bolívar, I. 1898.  Euparatettix cultratus ingår i släktet Euparatettix och familjen torngräshoppor. Inga underarter finns listade i Catalogue of Life.